# Beautiful Game Studios
A Beautiful Game Studios é um estúdio de desenvolvimento de jogos de computador baseado em Londres. O estúdio é uma equipe interna de desenvolvimento da Square Enix e foi criada no final de 2003 pela Eidos Interactive para desenvolver a série Championship Manager. Seu último jogo é Championship Manager 2010, lançado em 11 de setembro de 2009.
Em 25 de novembro de 2009, a Square Enix Europe confirmou que a Beautiful Game Studios passaria por uma reestruturação "para construir um futuro comercial bem-sucedido para a marca Championship Manager". Até 80% dos empregos foram cortados ou transferidos para Eidos Shanghai em um exercício de corte de custos, enquanto Roy Meredith continuaria a liderar o estúdio. No entanto, o desenvolvimento da série Championship Manager iria continuar.
Em 2 de fevereiro de 2010, a Jadestone Group, co-desenvolvedora do Championship Manager Online com a Beautiful Game Studios, anunciou que o jogo iria fechar em 30 de abril de 2010 e foi uma decisão dos donos dos produtores dos jogos Eidos Interactive.